# Efren Herrera
Efren Herrera (Guadalajara, 30 de julho de 1951) é um ex-jogador profissional de futebol americano mexicano.

## Carreira
Efren Herrera foi campeão da temporada de 1977 da National Football League jogando pelo Dallas Cowboys.